# Marchant
La Marchant Calculating Machine Co. era un noto produttore di calcolatrici meccaniche, soprattutto per applicazioni tecnico scientifiche. Venne fondata nel 1911 da Rodney e Alfred Marchant a Oakland, California ed è ritenuta essere la prima ditta americana del settore . 
La società inizialmente costruiva calcolatrici meccaniche famose per l'affidabilità, basate sui principi costruttivi delle Odhner. Nel 1918 un giovane dipendente, Carl Friden, cedette alla Marchant il brevetto di una macchina che aveva progettato. Fu un grande successo e Friden divenne il capo dell'ufficio progetti fino al 1934, quando si dimise per fondare una propria ditta. Il suo successore,  Harold T. Avery, realizzò un nuovo modello elettromeccanico che portò la Marchant ai vertici del settore. Nel 1958 la società venne acquistata dalla Smith Corona, produttrice di macchine per scrivere, in un tentativo di diversificazione dei prodotti. La nuova società, chiamata SCM, incontrò subito delle difficoltà. Nel 1965 cercò di tornare competitiva lanciando il SCM Cogito 240SR , una calcolatrice elettronica progettata da Stan Frankel, ex-ricercatore del Progetto Manhattan. Però, nel giro di pochi anni, un'ondata di nuove calcolatrici elettroniche sempre più economiche e funzionali la pose  completamente fuori mercato. A metà degli anni '80, i sempre meno costosi personal computer, che iniziavano ad essere usati come word processor, spazzarono via anche le macchine per scrivere SCM.

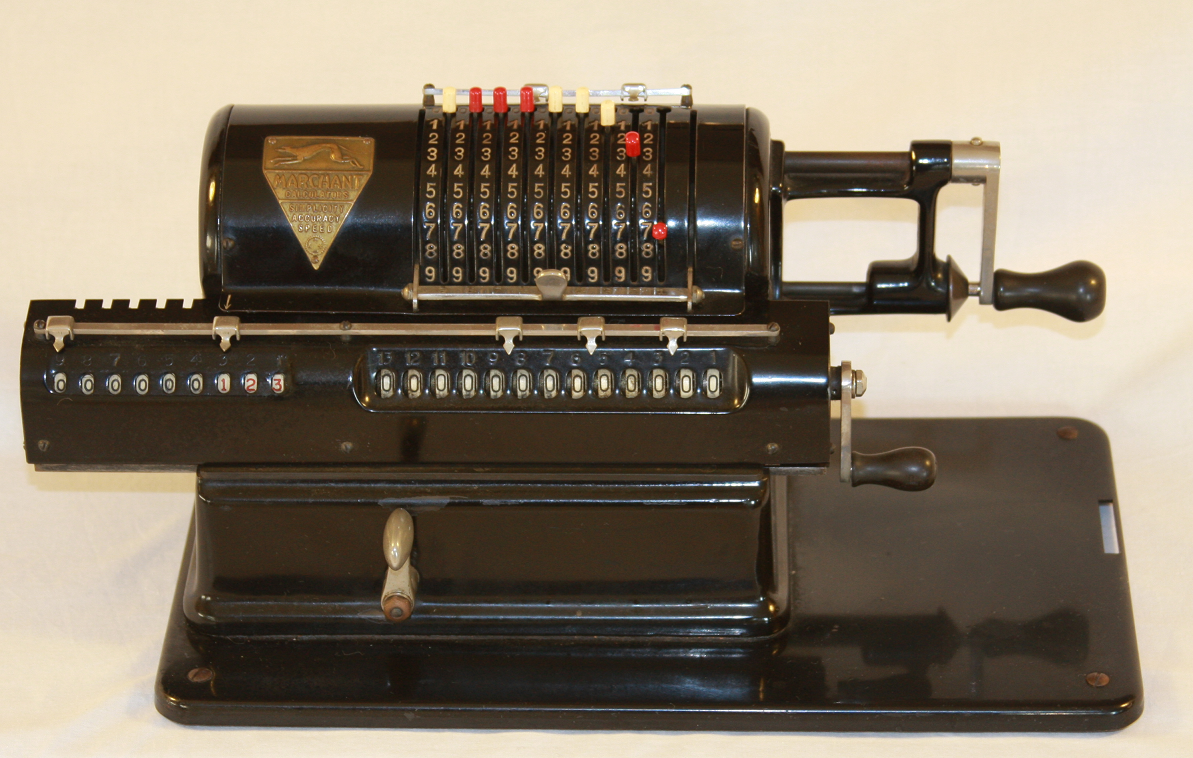
Marchant XLA
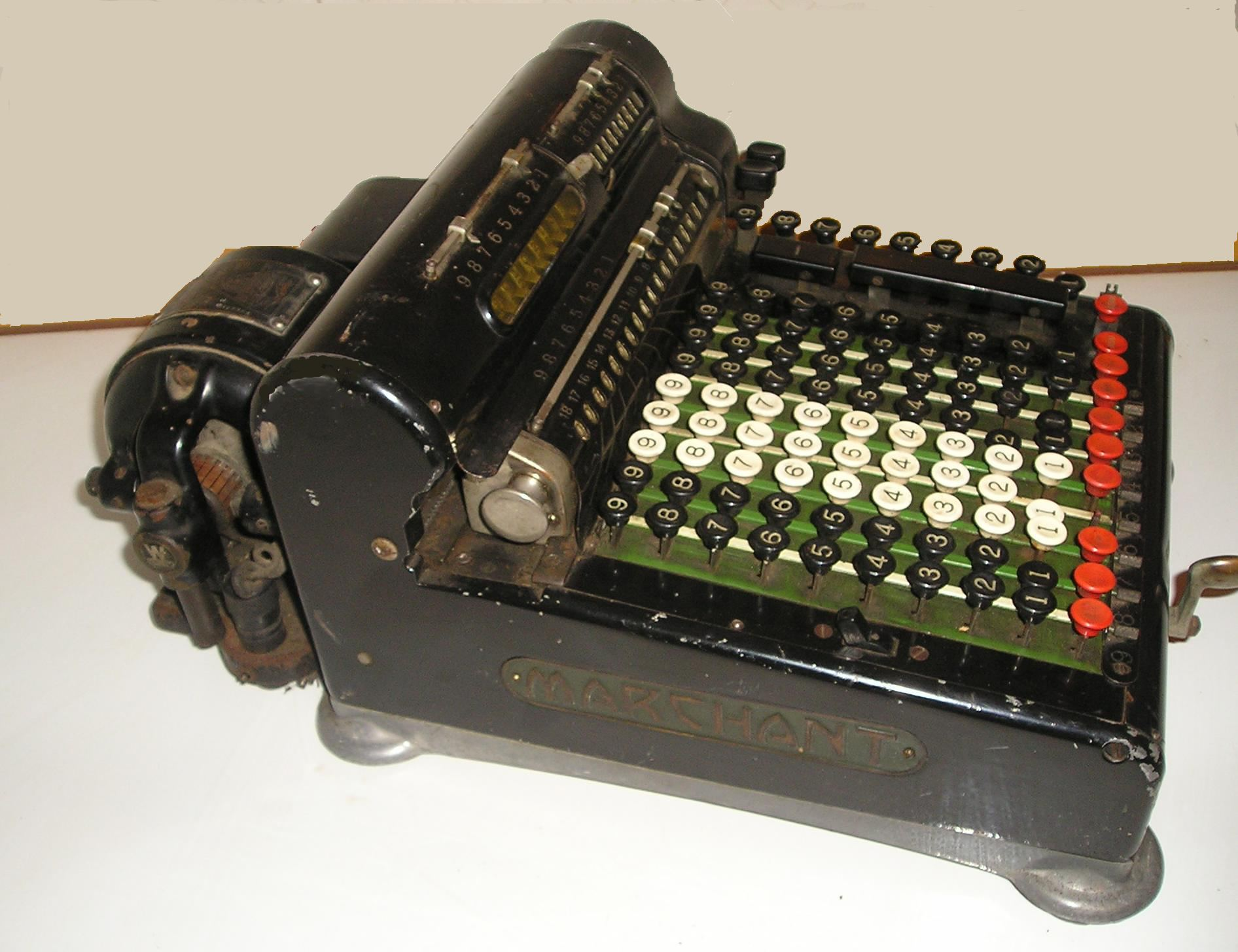
Marchant EB-9
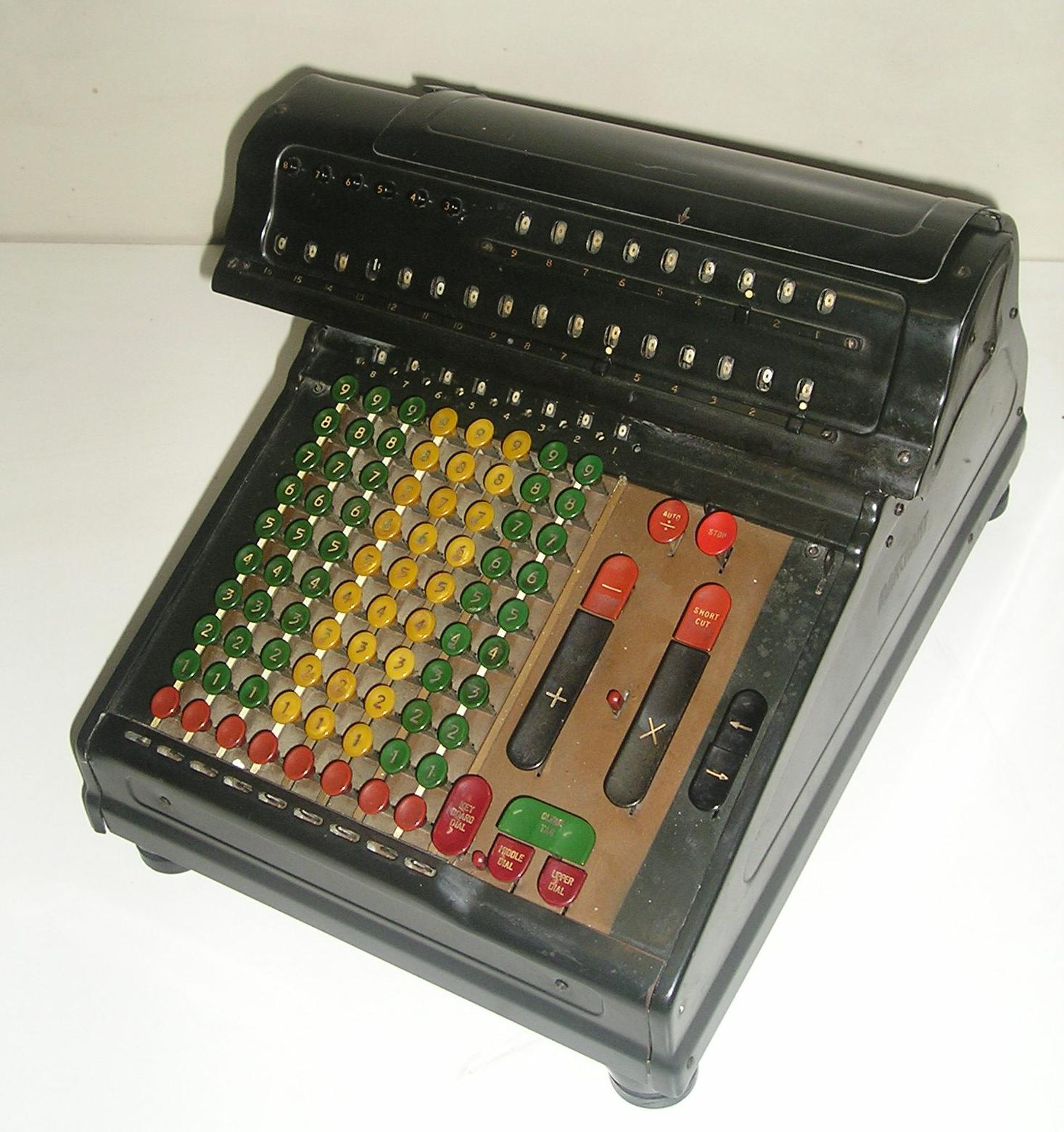
Silent Speed 8D
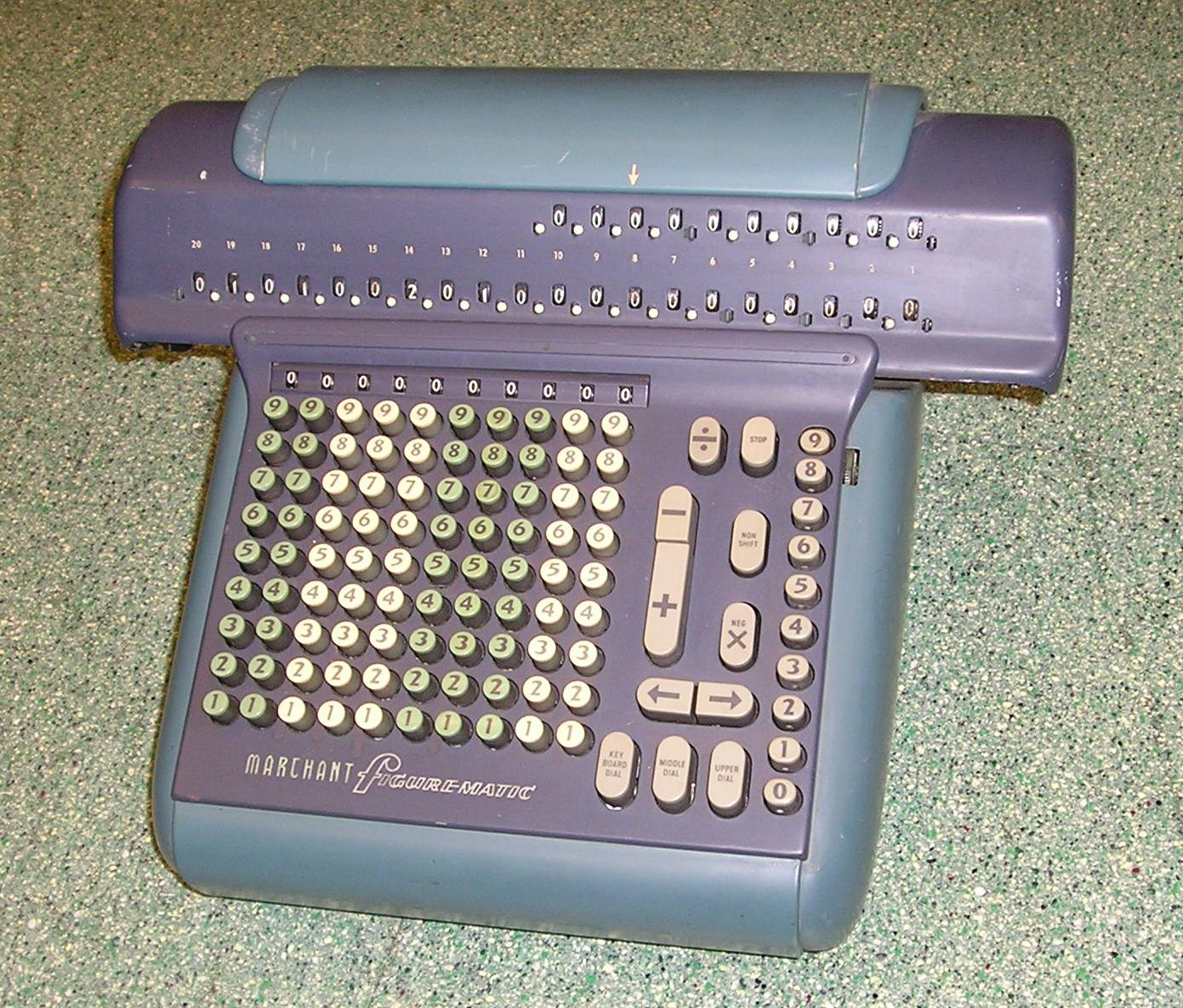
Marchant  Figurematic (1960 circa)
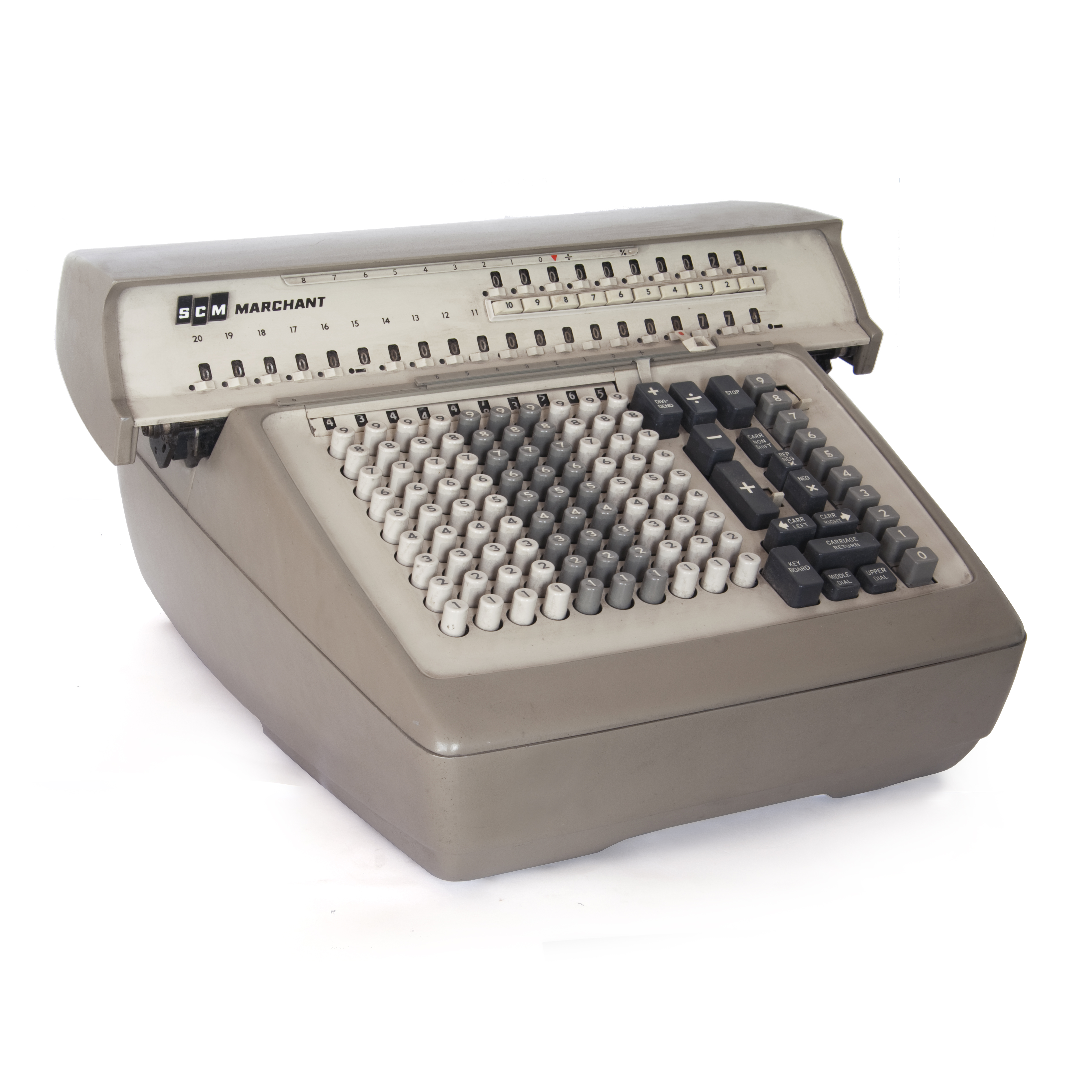
Calcolatrice SCM (1960 circa)

## Primi modelli (Friden)
Come già ricordato, le primissime Marchant si basavano sulla ruota a denti mobili introdotta da W.T. Odhner. Questo meccanismo, dopo la scadenza del brevetto originale, era già stato ampiamente imitato e migliorato in Europa da molte case produttrici. Tra queste la francese Dactyle, ai cui modelli sono chiaramente ispirate le prime Marchant, quando non si trattava della semplice rietichettatura di macchine importate.
A queste seguirono i modelli ideati da Friden e basati su un nuovo meccanismo chiamato adapting segment, costruttivamente più semplice e che risolveva anche pericolosi problemi di copyright. In sintesi, alla ruota di Odhner (con il suo complesso sistema di denti retrattili) vengono sostituiti due semplici dischi metallici affiancati. Ognuno di questi ha un settore ampio circa 60° con nove tacche e un settore liscio. Facendo ruotare un disco rispetto all'altro, varia da zero a nove il numero delle tacche non coperte dal settore liscio dell'altro disco e quindi attive. Per ogni posizione decimale sull'asse principale della macchina viene collocata una coppia di dischi. Azionando un cursore esterno si può variare il numero di tacche attive. Quando viene ruotata la manovella, l'asse principale ruota con tutti i dischi. Tramite un semplice meccanismo ad ingranaggi le tacche attive di questi faranno avanzare le corrispondenti cifre del totalizzatore, sommando il numero impostato. Se la manovella viene ruotata in senso inverso, si effettua una sottrazione. L'aspetto esterno di calcolatrici con traspositore di Odhner o Friden è molto simile. Basti ricordare che il modello Pony venne realizzato con entrambi i meccanismi senza modificare la carrozzeria. L'unica differenza visibile è che nelle macchine Odhner i cursori d'impostazione ruotano quando si aziona la manovella mentre nelle macchine Friden rimangono fermi. Questo permette di applicare le piccole impugnature colorate visibili nell'immagine della Marchant XLA. 
Il meccanismo di Friden venne poi applicato sempre più diffusamente a calcolatrici (es. EB-9) dotate di tastiera estesa. Questo meccanismo di immissione era più gradito al mercato americano rispetto ai cursori, che invece dominavano il mercato europeo.
Le calcolatrici XL vennero poi utilizzate in Inghilterra, durante la seconda guerra mondiale per realizzare delle calcolatrici doppie, chiamate "Marchant Twninplex". Questo tipo di macchina era molto utilizzato per applicazioni geodetiche e per il puntamento delle artiglierie. Poiché erano prodotte soprattutto in Germania, l'esercito inglese non poteva approvvigionarsene. Il problema venne risolto assemblando due Marchant XL importate dagli Stati Uniti.

## Silent Speed e derivate
Le calcolatrici Marchant più famose e più interessanti dal punto di vista tecnico furono quelle della serie Silent Speed. Il loro progetto venne sviluppato da Harold Avery, che aveva preso il posto di Friden. Erano di gran lunga le macchine più veloci dell'epoca, funzionando a 1.300 cicli al minuto. Il loro funzionamento era assolutamente innovativo, gli ingranaggi che fornivano il risultato (somme, sottrazioni o prodotti) si muovevano con velocità proporzionale alla cifra inserita nella corrispondente colonna della tastiera. Premendo un tasto '1', la velocità degli ingranaggi era minima, premendo un '9' diventava massima. Una delle altre pochissime calcolatrici con questa caratteristica era la tedesca Mercedes Euklid, che però aveva una struttura molto diversa e più semplice. Il riporto delle decine avveniva tramite un (effettivo) rapporto di trasmissione 10:1, e non con ingranaggi simili a quelli dei contatori elettrici. Si trattava di una caratteristica più unica che rara.
Mentre si eseguiva una successione di somme per ottenere il risultato di una moltiplicazione, la maggior parte dei meccanismi si muovevano a velocità diverse per un tempo costante. In tutte le altre calcolatrici, gli ingranaggi si muovevano alla stessa velocità, ma per tempi diversi, tanto più lunghi quanto maggiore era la cifra da sommare. Inoltre queste ultime, ad ogni operazione, partivano bruscamente, si muovevano ad un'unica velocità e si fermavano di botto. Questo richiedeva la presenza di meccanismi per evitare che delle parti continuassero a muoversi per inerzia dopo l'arresto e, comunque, risultavano più rumorose e soggette ad usura e stress meccanici.
Nelle Marchant ogni colonna aveva un proprio meccanismo che possiamo pensare come un pre-selettore della velocità di trasmissione. Quando veniva attivato, faceva in modo che gli ingranaggi si muovessero a velocità proporzionali alla cifra impostata su quella colonna. Ciò implicava la presenza di un grande numero di ingranaggi nella calcolatrice, ma garantiva un funzionamento più regolare e silenzioso.
Queste calcolatrici erano molto complesse, soprattutto se paragonate con le Friden STW, macchine caratterizzate da una relativa semplicità costruttiva. Gran parte dei meccanismi di controllo delle Marchant erano sotto la parte destra della tastiera, dove in pochi centimetri si addensavano 25 "strati" di leve, trasmissioni, meccanismi a scatto, e così via. C'erano anche tre giunti cardanici, che attraversavano tutto il meccanismo La maggior parte delle altre calcolatrici ne aveva uno solo.
Tutte le altre calcolatrici meccaniche in grado di eseguire in modo completamente automatico le divisioni (ne esistevano parecchie) sottraevano ripetutamente il divisore, finché l'accumulatore diventava negativo (una sottrazione di troppo). A questo punto, per sistemare le cose, si addizionava una volta il divisore. Le Marchant, invece, disponevano di una serie di comparatori analogici che prevenivano il problema.
Il meccanismo interno delle Marchant differisce quindi profondamente in molti aspetti da quello delle altre macchine presenti sul mercato. Grazie alla sua alta sofisticazione (e complessità), forniva un considerevole vantaggio tecnologico sulle macchine della concorrenza in termini di velocità, affidabilità e ridotta rumorosità.